# Melvin Edwards
Pour les articles homonymes, voir Edwards.
Melvin Edwards, né le 4 mai 1937 à Houston au Texas, est un sculpteur américain.

## Biographie
D'origine afro-américaine, Melvin Edwards fait ses études en Californie, tout d'abord à l'University of Southern California puis à UCLA. Ses sculptures en fer et en acier sont fortement inspirées des travaux sur le fer soudé de Julio González, issues de sa collaboration avec Picasso dans les années 1930.

## Œuvres importantes
- Resolved, 1986, au Newark Museum.
- Takawira - J, 1989, au Brooklyn Museum.
- Tambo, 1993, à la Smithsonian American Art Museum.